# SONCAS
 (novembre 2022).
La mise en forme du texte ne suit pas les recommandations de Wikipédia : il faut le « wikifier ».
Les points d'amélioration suivants sont les cas les plus fréquents. Le détail des points à revoir est peut-être précisé sur la page de discussion.
- Les titres sont pré-formatés par le logiciel. Ils ne sont ni en capitales, ni en gras.
- Le texte ne doit pas être écrit en capitales (les noms de famille non plus), ni en gras, ni en italique, ni en « petit »…
- Le gras n'est utilisé que pour surligner le titre de l'article dans l'introduction, une seule fois.
- L'italique est rarement utilisé : mots en langue étrangère, titres d'œuvres, noms de bateaux, etc.
- Les citations ne sont pas en italique mais en corps de texte normal. Elles sont entourées par des guillemets français : « et ».
- Les listes à puces sont à éviter, des paragraphes rédigés étant largement préférés. Les tableaux sont à réserver à la présentation de données structurées (résultats, etc.).
- Les appels de note de bas de page (petits chiffres en exposant, introduits par l'outil «  Source ») sont à placer entre la fin de phrase et le point final[comme ça].
- Les liens internes (vers d'autres articles de Wikipédia) sont à choisir avec parcimonie. Créez des liens vers des articles approfondissant le sujet. Les termes génériques sans rapport avec le sujet sont à éviter, ainsi que les répétitions de liens vers un même terme.
- Les liens externes sont à placer uniquement dans une section « Liens externes », à la fin de l'article. Ces liens sont à choisir avec parcimonie suivant les règles définies. Si un lien sert de source à l'article, son insertion dans le texte est à faire par les notes de bas de page.
- La présentation des références doit suivre les conventions bibliographiques. Il est recommandé d'utiliser les modèles {{Ouvrage}}, {{Chapitre}}, {{Article}}, {{Lien web}} et/ou {{Bibliographie}}. Le mode d'édition visuel peut mettre en forme automatiquement les références.
- Insérer une infobox (cadre d'informations à droite) n'est pas obligatoire pour parachever la mise en page.

Pour une aide détaillée, merci de consulter Aide:Wikification.
Si vous pensez que ces points ont été résolus, vous pouvez retirer ce bandeau et améliorer la mise en forme d'un autre article.
Le SONCAS est un acronyme formé à partir de six termes — sécurité, orgueil, nouveauté, confort, argent et sympathie — ayant pour principal objectif d'aider les personnes en relation avec les clients, à identifier les motivations principales d'achat. Il est utilisé depuis les années 1960, mais n'a pas de paternité ; on le retrouve dans plusieurs ouvrages de vente, ainsi que dans des formations pour les vendeurs, par exemple dans les concessions automobiles.
Certains formateurs se sont approprié l'acronyme en le développant en "méthode". On trouve par exemple en France la « méthode SONCASE » (également appelée « système SONCASE ») qui rajoute aux 6 motivations de base un "E" pour "Environnement", proposée en 1993 par Jean-Denis Larradet, cadre commercial au GNFA (Groupement national pour la formation automobile).
Certains auteurs considèrent que cet ajout n'est pas nécessaire, car la motivation "environnement" est déjà incluse dans "Sympathie".
- Sécurité :

La sécurité est un besoin fondamental de l’Homme, se situant juste derrière les besoins physiologiques, comme l’indique la pyramide de Maslow. Un prospect ou client va donc naturellement être attentif à ce facteur lors d’un acte d’achat.
- Orgueil :

L’orgueil, que l’on peut rapprocher de l’estime de soi, est également un élément présent dans la Pyramide des besoins de Maslow. Il s’agit du besoin d’être reconnu en tant que personne, ou encore du besoin de rayonner dans la société.
- Nouveauté :

La nouveauté constitue un argument commercial majeur. Quasiment tout prospect ou client y est sensible lors de l’achat d’un bien ou service.
- Confort :

La notion de confort englobe à la fois le confort physiologique, physique, et psychologique. 
- Argent :

L’argent est un facteur de décision constant, présent dans chaque acte d’achat. Il pourra occuper une place plus ou moins importante aux yeux de l’acheteur, face aux autres critères énoncés.
- Sympathie :

La sympathie, bien qu’étant une motivation secondaire, a un rôle important à jouer. Il s’agit d’un élément pouvant faire basculer le prospect vers l’achat, par l’apport de bienveillance et de chaleur humaine.
- Environnement : La lettre E pour Environnement est parfois ajoutée, mais peut se rattacher du point de vue mnémotechnique au N pour Nouveauté, qui englobe tous les comportements et les intérêts pour les nouvelles tendances ou dans l'air du temps (comme l'environnement qui est un élément de plus en plus important dans notre société, en lien avec le développement durable.) Il est possible qu'à terme, la performance environnementale d'une proposition soit aussi rattachée à l'Argent (investissement essentiel ou valeur de revente accrue) ou au Confort.

Après avoir identifié le profil du client ou du prospect, on peut construire l'argumentaire.
L'argumentaire peut être énoncé et consolidé grâce au CAP, acronyme qui veut dire Caractéristique Avantage Preuve.
Dans l'argumentation, il est important d'écouter son client pour pouvoir ensuite le convaincre comme le met en évidence une citation d'Aristote : « Si tu veux convaincre quelqu'un,  utilise ses propres arguments ».

## Utilisation
Cette méthode vise à permettre de comprendre les motivations à l'achat sur le plan psychologique, et à en réaliser une typologie, pour mettre sur pied des argumentaires de vente mieux ciblés. Pour cela, le vendeur pourra combiner les méthodes CAP et SONCAS pour être plus convaincant.  
Cette méthode ne prétend pas couvrir l'ensemble des motivations possibles, mais constituer plutôt une liste de vérification à laquelle se rattachent les principales d'entre elles. 
L'idée centrale est de donner au client potentiel le sentiment qu'il domine l'échange, en cherchant non à lui vendre, mais à le faire acheter. 
Le système SONCAS s'est largement immiscé sur Internet, où les motivations à l'achat sont largement inspirées de l'approche SONCAS, avec une typologie et même une quantification de ces motivations d'achat sur Internet ; le cyber-acheteur sera notamment motivé par une comparaison des prix et des offres impossible auparavant (motivation « Argent »), mais seuls 36 % d'entre eux prennent systématiquement le prix en compte lors de leur décision d'achat. Le gain de temps (« Confort ») est en effet la motivation qui arrive au second rang pour l'acheteur sur Internet.
Dans l'exemple d'une vente de véhicule, l'allusion à la présence de coussins gonflables de sécurité (« airbags ») dernier cri pourra satisfaire la motivation « Sécurité », l'aspect premium se réfèrera à la motivation « Orgueil » et le respect de l'écologie pourra apporter un capital « Environnement ».